# Seuilly
Seuilly é uma comuna francesa na região administrativa do Centro, no departamento Indre-et-Loire. Estende-se por uma área de 15,91 km². Em 2010 a comuna tinha 385 habitantes (densidade: 24,2 hab./km²).